# محمد بایو
محمد بایو (انگلیسی: Mohamed Bayo؛ زادهٔ ۴ ژوئن ۱۹۹۸) بازیکن فوتبال است.
از باشگاه‌هایی که در آن بازی کرده‌است می‌توان به باشگاه فوتبال کلرمون فوت اشاره کرد.
وی همچنین در تیم ملی فوتبال گینه بازی کرده‌است.